# قلعة باكو
كانت مذبحة باكو (بالأرمنيَّة: ջարդեր ջարդեր) مذبحة موجهة ضد السكان الأرمن في باكو، خلال حقبة جمهورية أذربيجان الاشتراكية السوفيتية. في 12 يناير من عام 1990، اندلعت مذبحة استمرت سبعة أيام ضد السكان المدنيين الأرمن في باكو تعرض خلالها الأرمن للضرب والقتل والطرد من المدينة. كانت هناك أيضاً العديد من الغارات على الشقق إلى جانب السرقة وإضرام الحرائق. وفقًا لمراسل هيومن رايتس ووتش، روبرت كوشن، «لم يكن الإجراء كليًا (أو ربما لم يكن مطلقًا) تلقائيًا، حيث كان للمهاجمين قوائم للأرمن وعناوينهم». كانت مذبحة الأرمن في باكو واحدة من أعمال العنف الإثني في سياق نزاع مرتفعات قرة باغ، والموجهة ضد مطالب أرمن مرتفعات قرة باغ بالانفصال عن أذربيجان والتوحد مع أرمينيا.